# Turner Cup

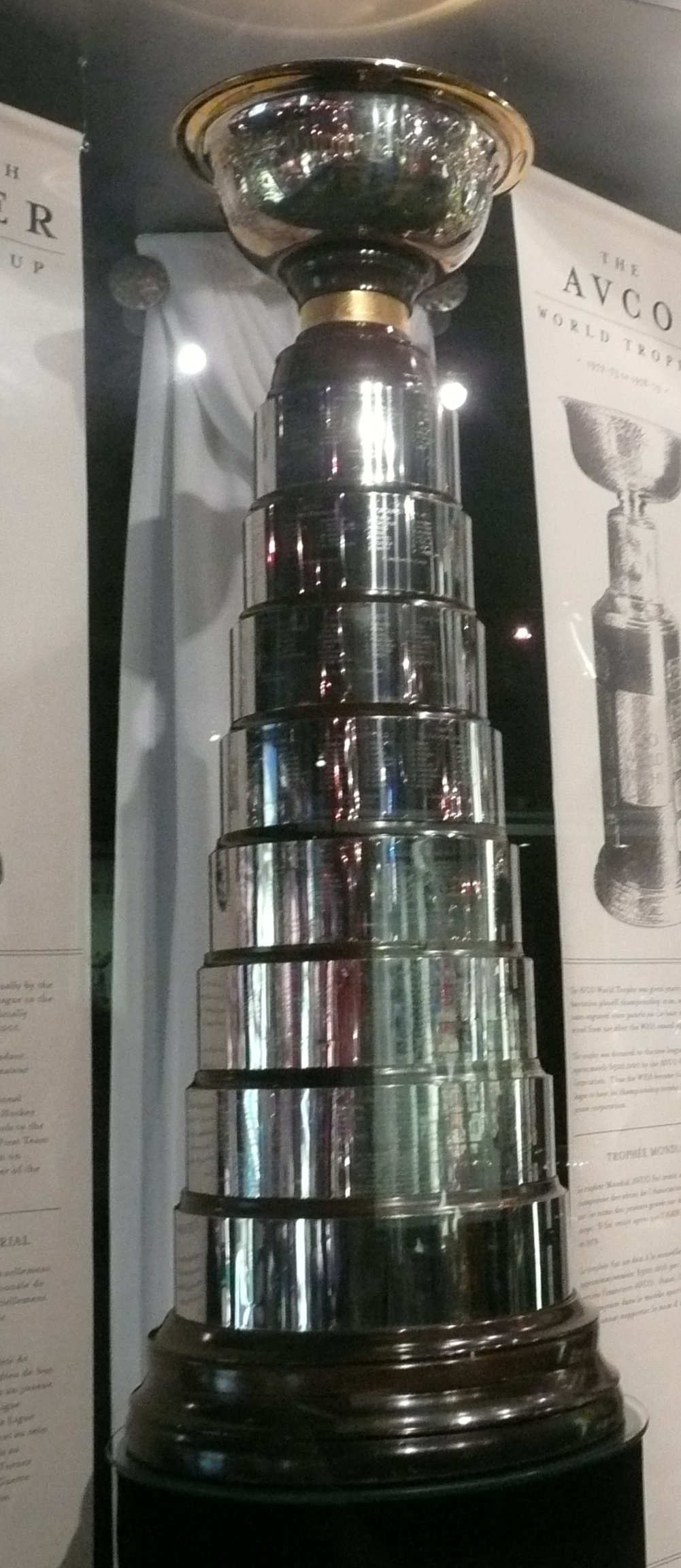
Turner Cup

Der Turner Cup war eine Eishockeytrophäe, die von 1945 bis 2001 jedes Jahr an den Gewinner der International Hockey League verliehen wurde. Von 2007 bis 2010 wurde die Trophäe an den Sieger einer gleichnamigen Liga vergeben, welche die Tradition der IHL fortsetzte.

## Geschichte
Der Joseph Turner Memorial Cup, kurz Turner Cup, wurde nach dem kanadischen Eishockeytorhüter Joe Turner benannt, der im Zweiten Weltkrieg ums Leben kam. Er führte die Indianapolis Capitals aus der American Hockey League 1941 zum Gewinn des Calder Cup.
Der Turner Cup ist 1,20 Meter hoch und besteht aus acht Ringen, auf denen eine Schale sitzt. Auf den Ringen wurden die Namen der Mannschaften sowie deren Mitglieder eingraviert, die die Playoffs der International Hockey League gewonnen haben.
Im Mai 1990 ging der Turner Cup während Meisterschaftsfeierlichkeiten der Indianapolis Ice verloren und wurde von der Polizei einige Tage später in mehreren Teilen wiedergefunden. Ob der Pokal gestohlen wurde oder von den Spielern in einer Bar oder auf der Straße einfach nur vergessen wurde, ist unklar. Der Turner Cup wurde wieder repariert und steht nun in der Hockey Hall of Fame in Toronto.
Von 2007 bis 2010 wurde der Turner Cup reaktiviert und an den Gewinner der neuen International Hockey League vergeben.

## Gewinner
| Saison                               | Sieger                    | Finalist                   | Ergebnis |
| ------------------------------------ | ------------------------- | -------------------------- | -------- |
| 2009–10                              | Fort Wayne Komets         | Flint Generals             | 4–1      |
| 2008–09                              | Fort Wayne Komets         | Muskegon Lumberjacks       | 4–1      |
| 2007–08                              | Fort Wayne Komets         | Port Huron Icehawks        | 4–3      |
| keine Vergabe zwischen 2002 und 2007 |                           |                            |          |
| 2000–01                              | Orlando Solar Bears       | Chicago Wolves             | 4–1      |
| 1999–00                              | Chicago Wolves            | Grand Rapids Griffins      | 4–2      |
| 1998–99                              | Houston Aeros             | Orlando Solar Bears        | 4–3      |
| 1997–98                              | Chicago Wolves            | Detroit Vipers             | 4–3      |
| 1996–97                              | Detroit Vipers            | Long Beach Ice Dogs        | 4–2      |
| 1995–96                              | Utah Grizzlies            | Orlando Solar Bears        | 4–0      |
| 1994–95                              | Denver Grizzlies          | Kansas City Blades         | 4–0      |
| 1993–94                              | Atlanta Knights           | Fort Wayne Komets          | 4–2      |
| 1992–93                              | Fort Wayne Komets         | San Diego Gulls            | 4–0      |
| 1991–92                              | Kansas City Blades        | Muskegon Lumberjacks       | 4–0      |
| 1990–91                              | Peoria Rivermen           | Fort Wayne Komets          | 4–2      |
| 1989–90                              | Indianapolis Ice          | Muskegon Lumberjacks       | 4–0      |
| 1988–89                              | Muskegon Lumberjacks      | Salt Lake Golden Eagles    | 4–1      |
| 1987–88                              | Salt Lake Golden Eagles   | Flint Spirits              | 4–2      |
| 1986–87                              | Salt Lake Golden Eagles   | Muskegon Lumberjacks       | 4–2      |
| 1985–86                              | Muskegon Lumberjacks      | Fort Wayne Komets          | 4–0      |
| 1984–85                              | Peoria Rivermen           | Muskegon Lumberjacks       | 4–3      |
| 1983–84                              | Flint Generals            | Toledo Goaldiggers         | 4–0      |
| 1982–83                              | Toledo Goaldiggers        | Milwaukee Admirals         | 4–2      |
| 1981–82                              | Toledo Goaldiggers        | Saginaw Gears              | 4–1      |
| 1980–81                              | Saginaw Gears             | Kalamazoo Wings            | 4–0      |
| 1979–80                              | Kalamazoo Wings           | Fort Wayne Komets          | 4–2      |
| 1978–79                              | Kalamazoo Wings           | Grand Rapids Owls          | 4–3      |
| 1977–78                              | Toledo Goaldiggers        | Port Huron Flags           | 4–3      |
| 1976–77                              | Saginaw Gears             | Toledo Goaldiggers         | 4–3      |
| 1975–76                              | Dayton Gems               | Port Huron Flags           | 4–0      |
| 1974–75                              | Toledo Goaldiggers        | Saginaw Gears              | 4–3      |
| 1973–74                              | Des Moines Capitols       | Saginaw Gears              | 4–2      |
| 1972–73                              | Fort Wayne Komets         | Port Huron Wings           | 4–2      |
| 1971–72                              | Port Huron Wings          | Muskegon Mohawks           | 4–2      |
| 1970–71                              | Port Huron Flags          | Des Moines Oak Leafs       | 4–2      |
| 1969–70                              | Dayton Gems               | Port Huron Flags           | 4–3      |
| 1968–69                              | Dayton Gems               | Muskegon Mohawks           | 3–0      |
| 1967–68                              | Muskegon Mohawks          | Dayton Gems                | 4–1      |
| 1966–67                              | Toledo Blades             | Fort Wayne Komets          | 4–2      |
| 1965–66                              | Port Huron Flags          | Dayton Gems                | 4–1      |
| 1964–65                              | Fort Wayne Komets         | Des Moines Oak Leafs       | 4–2      |
| 1963–64                              | Toledo Blades             | Fort Wayne Komets          | 4–2      |
| 1962–63                              | Fort Wayne Komets         | Minneapolis Millers        | 4–1      |
| 1961–62                              | Muskegon Zephyrs          | St. Paul Saints            | 4–0      |
| 1960–61                              | St. Paul Saints           | Muskegon Zephyrs           | 4–1      |
| 1959–60                              | St. Paul Saints           | Fort Wayne Komets          | 4–3      |
| 1958–59                              | Louisville Rebels         | Fort Wayne Komets          | 4–2      |
| 1957–58                              | Indianapolis Chiefs       | Louisville Rebels          | 4–3      |
| 1956–57                              | Cincinnati Mohawks        | Indianapolis Chiefs        | 3–0      |
| 1955–56                              | Cincinnati Mohawks        | Toledo-Marion Mercurys     | 4–0      |
| 1954–55                              | Cincinnati Mohawks        | Troy Bruins                | 4–3      |
| 1953–54                              | Cincinnati Mohawks        | Johnstown Jets             | 4–2      |
| 1952–53                              | Cincinnati Mohawks        | Grand Rapids Rockets       | 4–0      |
| 1951–52                              | Toledo Mercurys           | Grand Rapids Rockets       | 4–2      |
| 1950–51                              | Toledo Mercurys           | Grand Rapids Rockets       | 4–1      |
| 1949–50                              | Chatham Maroons           | Sarnia Sailors             | 4–3      |
| 1948–49                              | Windsor Hettche Spitfires | Toledo Mercurys            | 4–3      |
| 1947–48                              | Toledo Mercurys           | Windsor Hettche Spitfires  | 4–1      |
| 1946–47                              | Windsor Spitfires         | Detroit Bright’s Goodyears | 3–0      |
| 1945–46                              | Detroit Auto Club         | Detroit Bright’s Goodyears | 2–1      |